# Kateřina Minařík Kudějová
Kateřina Minařík Kudějová (Praga, 17 gennaio 1990) è una canoista ceca, specializzata nello slalom.

## Carriera
Kudějová inizia la sua carriera agonistica internazionale nel 2006, esordendo ai Campionati Europei di Canoa Slalom Junior a Nottingham nel Regno Unito, dove ottiene una medaglia d'argento nella gara K1 a squadre insieme a Šárka Blažková e Anna Dandová, e una medaglia d'oro nel K1 individuale.
Dopo aver conquistato altre medaglie negli Europei e nei Mondiali Junior e Under 23 tra il 2006 e il 2013, vince la sua prima medaglia d'oro in una competizione assoluta agli Europei 2011 di La Seu d'Urgell, con un successo nella categoria K-1 a squadre ottenuto con Štěpánka Hilgertová e Irena Pavelková. Nello stesso anno, il trio ottiene un argento nella medesima categoria ai Mondiali di Bratislava.
Torna a vincere in una competizione maggiore nel 2013 con il bronzo nel K-1 a squadre coadiuvata da Hilgertová e Eva Ornstová agli Europei di Cracovia e l'oro, che le tre riescono a conquistare ai Mondiali casalinghi di Praga. Oro che il trio bissa nel 2014 con la vittoria dei Campionati europei di Vienna.
Il 2015 è l'anno più fruttuoso per la canoista ceca, ottenendo un bronzo nel K-1 individuale ai Campionati Europei di Markkleeberg, ma soprattutto gli ori sia del K-1 individuale che in quello a squadre nei Mondiali di Londra, quest'ultimo insieme a Veronika Vojtová e Štěpánka Hilgertová.
Grazie alle sue buone prestazioni riesce a strappare il pass per le Olimpiadi 2016 di Rio de Janeiro, raggiungendo la finale, chiudendo al 10º posto.
Dopo due anni difficili torna a guadagnare una medaglia nel 2018, con il bronzo nel K-1 a squadre, agli Europei di Praga, in collaborazione con la Vojtová e Barbora Valíková. L'anno successivo portano a casa un argento ai Mondiali di La Seu d'Urgell con Amálie Hilgertová a sostituire Valíková nel trio.
Il 2020 è un altro ottimo anno con la vittoria di due ori ai Campionati europei di Praga, sia nell'individuale che nel K-1 a squadre con la solita Veronika Vojtová e Antonie Galušková. L'anno successivo ad Ivrea 2021, le tre riescono ad ottenere un bronzo nella prova a squadre, mentre Kudějová vince l'oro nella neonata categoria Extreme Canoe Slalom.
Riesce a qualificarsi per i Giochi Olimpici di Tokyo 2020, dove gareggia nella categoria K1 femminile, fermandosi in semifinale. A settembre dello stesso anno mette in bacheca un argento nel K-1 a squadre ai Mondiali slovacchi di Bratislava, insieme a Lucie Nesnídalová e Antonie Galušková.

## Palmarès
- Mondiali - Slalom

Bratislava 2011: argento nel K1 a squadre.
Praga 2013: oro nel K1 a squadre.
Londra 2015: oro nel K1.
Londra 2015: oro nel K1 a squadre.
La Seu d'Urgell 2019: argento nel K1 a squadre.
Bratislava 2021: argento nel K1 a squadre.
- Europei - Slalom

La Seu d'Urgell 2011: oro nel K1 a squadre.
Cracovia 2013: bronzo nel K1 a squadre.
Vienna 2014: oro nel K1 a squadre.
Markkleeberg 2015: bronzo nel K1.
Praga 2018: bronzo nel K1 a squadre.
Praga 2020: oro nel K1.
Praga 2020: oro nel K1 a squadre.
Ivrea 2021: oro nell'Extreme K1
Ivrea 2021: bronzo nel K1 a squadre.